# Bűbáj (film)
A Bűbáj (eredeti cím: Enchanted) 2007-ben bemutatott amerikai vegyes technikájú filmvígjáték, amely elegyíti a valós térben készült élőszereplős, a hagyományos rajzolt animációs és a számítógép generálta jeleneteket.
A játékfilm rendezője Kevin Lima, producerei Barry Josephson és Barry Sonnenfeld. A forgatókönyvet Bill Kelly írta, zenéjét Alan Menken és Stephen Schwartz szerezte, a főszerepeket Amy Adams, Patrick Dempsey, James Marsden és Susan Sarandon játszották. A mozifilm a Walt Disney Pictures stúdió gyártásában készült, a Walt Disney Studios Motion Pictures forgalmazásában jelent meg.
Az Amerikai Egyesült Államokban 2007. november 21-én, Magyarországon 2007. december 6-án mutatták be a mozikban.

## Cselekmény
Giselle hercegnő Andalgócia boldog, rajzolt világában éldegél, ahol varázslatos teremtmények csintalankodnak szabadon és zenei betétek meg-megszakítanak minden találkozást. Giselle-t eljegyezi a sármos és vitéz, ám kissé bugyuta Edward herceg, de most sorsa váratlan fordulatot vesz. Edward a trónját féltő mostohaanyja, a gonosz Narissa királynő átlöki egy kapun, látszólag végzetébe.
Ám Giselle a sötétségből egy különös világba csöppen – New York könyörtelen metropoliszába. A Nagy Alma ridegsége kezdi feledteti az egykor gondtalan hercegnő tündérmesébe illő idealizmusát, mígnem a rémült lány találkozik a barátságos – és jegyben járó – válóperes ügyvéddel, Robert Philippel, akinek szánalma segítségére lesz a túlélésben egy durva, cinikus és megfáradt városban. Noha Robert kezdetben vonakodik a vendéglátástól,  hatéves lányával, Morgannel együtt rövidesen az idegen szépség bájosságának rabja lesz. Ám Giselle manhattani időtöltése furcsa mellékhatásokkal lesz személyiségére, amire az őt kereső Edward megjelenésekor döbben rá. Miközben a rajzolt világ biztos gondtalansága és a valós világ új, ismeretlen érzései hadakoznak benne, a hercegnőnek választania kell Edward és Robert között, s Narissa is terveket sző a törékeny teremtés ellen.

## Szereplők
| Szereplő             | Színész                                               | Magyar hang                  | Leírás                                                  |
| -------------------- | ----------------------------------------------------- | ---------------------------- | ------------------------------------------------------- |
| Giselle              | Amy Adams                                             | Vágó Bernadett               | A hercegnő, a film hősnője.                             |
| Robert Philip        | Patrick Dempsey                                       | Czvetkó Sándor               |                                                         |
| Edward herceg        | James Marsden                                         | Miller Zoltán                |                                                         |
| Nathaniel            | Timothy Spall                                         | Csuja Imre                   |                                                         |
| Nancy Tremaine       | Idina Menzel                                          | Kéri Kitty                   |                                                         |
| Martùs király        | Keith Beraingham                                      | Papp János                   |                                                         |
| Zenekarvezető        | Tony Machine                                          | Papp János                   | Mellékszereplő                                          |
| Narissa királynő     | Susan Sarandon                                        | Kútvölgyi Erzsébet           |                                                         |
| Morgan Philip        | Rachel Covey                                          | Pekár Adrienn                |                                                         |
| Phoebe Banks         | Tonya Pinkins                                         | Makay Andrea                 |                                                         |
| Ethan Banks          | Isiah Whitlock Jr.                                    | Faragó András                |                                                         |
| Törpe                | William Huntley                                       | Szokol Péter                 |                                                         |
| Henry                | Tibor Feldman                                         | Szokolay Ottó                |                                                         |
| Sam                  | Jodi Benson                                           | Zakariás Éva                 |                                                         |
| Arty                 | Matt Servitto                                         | Szabó Sipos Barnabás         |                                                         |
| Clara                | Muriel Kuhn                                           | Gyimesi Pálma                |                                                         |
| Buszsofőr            | Marilyn Sue Perry                                     | Kocsis Mariann               | A női sofőr, aki Manhattan felé megy.                   |
| Carl                 | John Rothman                                          | Orosz István                 | Mellékszereplők                                         |
| Mary Ilene Caselotti | Cathleen Trigg                                        | Szórádi Erika                | Mellékszereplők                                         |
| Angela               | Paige O'Hara                                          | Náray Erika                  | Mellékszereplők                                         |
| May                  | Michaela Conlin                                       | N/A                          | Mellékszereplők                                         |
| Énekes a bálteremben | Jon McLaughlin                                        | Szolnoki Péter               | A híres énekes a bálteremben.                           |
| Idős hölgyek         | Helen Stenborg                                        | Kassai Ilona                 | Pletykás idős nők beszélgetnek egymással a bálteremben. |
| Idős hölgyek         | Anita Keal                                            | Bókai Mária                  | Pletykás idős nők beszélgetnek egymással a bálteremben. |
| Szereplő             | Eredeti hang                                          | Magyar hang                  | Leírás                                                  |
| Mesélő               | Julie Andrews                                         | Molnár Piroska               | –                                                       |
| Pip                  | Jeff Bennett (firkaszereplő) Kevin Lima (élőszereplő) | Faragó József Kerekes József | Egy csíkos mókus, Giselle legjobb barátja               |
| Troll                | Fred Tatasciore Wilbur Pauley (ének)                  | Vass Gábor                   | Egy troll, akit Narissa királynő küldte.                |

## Zene és dalok
A film zenéjét az elismert dalszerző és Broadway-komponista, Alan Menken írta, aki korábban már számos Disney-filmnél közreműködött, így A kis hableányban, a Szépség és a szörnyetegben és a Herkulesben. Stephen Schwartz, aki szintén a Broadway zeneszerzője, írta hat betétdal szövegét, melyeknek zenéje szintén Menkelhez fűződik. A két művész ezt megelőzően a Pocahontas és A Notre Dame-i toronyőr dallamain és dalain dolgozott együtt.
A filmével megegyező című dalt, az „Enchanted”-et (Idina Menzel és James Marsden duettjét) kivágták, a kész produkcióban így öt dal hangzik el. Menken elmondása szerint több, mint valószínű, hogy a Bűbáj DVD-kiadásán extraként helyet kap majd a hiányzó szám. A dalok tisztelgések a tradicionális Disney-balladák előtt, semmint paródiák, ahogy az a film bemutatója előtt szárnyra kapott. Az „Ever Ever After”, Carrie Underwood előadásában, kislemez formájában is megjelent.

### A filmzenei albumon szereplő dalok listája
1. True Love's Kiss – Amy Adams és James Marsden
2. Happy Working Song – Amy Adams
3. That's How You Know – Amy Adams, Marlon Saunders és kórus
4. So Close – Jon McLaughlin
5. Ever Ever After – Carrie Underwood
6. Andalasia
7. Into the Well
8. Robert Says Goodbye
9. Nathaniel and Pip
10. Prince Edward’s Search
11. Girls Go Shopping
12. Narissa Arrives
13. Storybook Ending
14. Enchanted Suite
15. That's Amore – James Marsden

- A „True Love” olyan Disney-dalokat idéz meg, melyekben a hősnő a szerelemről álmodozik, így az „I'm Wishing” a Hófehérke és a hét törpéből vagy az „A Dream Is a Wish Your Heart Makes” a Hamupipőkéből, illetve a hasonló duetteket, mint a „One Song” a Hófehérkéből és a „Once Upon a Dream” a Csipkerózsikából.
- A második dal a filmzenealbumon a „Whistle While You Work” (Hófehérke) és a „The Work Song” (Hamupipőke) felelevenítése.
- A „That's How You Know” Alan Menken Disney-kompozícióinak önparódiája, konkrétan az „Under the Sea”-re (A kis hableány) és a „Be Our Guest”-re (Szépség és a szörnyeteg) ismerhet rá a közönség.
- A „So Close” hangzásában hasonló a két Oscar-díjas betétdalhoz, a „Beauty and the Beast”-hez (Szépség és a szörnyeteg) és az „A Whole New World”-höz (Aladdin).
- A „Girls Go Shopping” című dal esetében egy teljesen más változatot használtak a filmben. Az adott jelenetben az „Ever Ever After” egy instrumentális verziója csendül fel.[1]

## Bemutató

### Box office
A Bűbáj 2007. november 21-én, szerdán, a Hálaadás-hétvége idején került az észak-amerikai mozikba. Szerdától vasárnapig magabiztosan vezette a napi listát, az öt nap során összesen 49 millió dollárt gyűjtött, amiből 34,4 milliót tesz ki a péntek-vasárnap periódus. E kiváló eredményével a film 2000 óta az első, ami az év ezen időszakában a dobogó legfelső fokára léphetett nyitóhétvégéjén. Második hetvégéjén szintén az első számú célpont volt a mozibajárók körében, ekkor 70 millió dollárra emelkedett bevétele hazájában, összesen pedig 127 millión zárt.
Észak-Amerikán kívül is nagy sikerrel vetítették a mozik a filmet; 200 millió dollár feletti bevételéből nagy hányadot tesz ki az Egyesült Királyság 33 milliós bevételével, de Franciaország, Japán, Mexikó, Spanyolország, Németország, Ausztrália és Olaszország is tízmillió feletti összeget mutat.

### Kritikai fogadtatás
A Rotten Tomatoes kritika-összesítő weboldalon a Bűbáj kiemelkedő, 94%-os értékelésen áll. A kritikusok rávilágítottak, Amy Adams meglepően jó színésznő, aki szinte a semmiből tűnt fel (noha már jelölték Oscar-díjra a legjobb női mellékszereplő kategóriában és számos kitüntetés birtokosa a Junebugban nyújtott alakítása révén); egyesek Mary Poppins és Julie Andrews esetéhez hasonlították a filmet és főszereplőjét.
A legtöbb kritika rámutatott, hogy ha a cselekmény menete kiszámítható is, ahogy ezen kiszámíthatóság a történet része, a lélegzetelállítóan extravagáns musical-betétek, illetve ahogy a Disney tréfálkozik korábbi filmjeinek szereplőin, ellensúlyoz minden elégedetlenkedést, ami a cselekménnyel kapcsolatban, vagy a célközönség kérdése kapcsán felmerült.

### Jelentősebb díjak és jelölések
| Díj              | Kategória                            | Jelöltek                                                            | Nyert-e? |
| ---------------- | ------------------------------------ | ------------------------------------------------------------------- | -------- |
| Oscar-díj        | legjobb eredeti betétdal             | Alan Menkel és Stephen Schwartz a „Happy Working Song” című dalért  |          |
| Oscar-díj        | legjobb eredeti betétdal             | Alan Menkel és Stephen Schwartz a „So Close” című dalért            |          |
| Oscar-díj        | legjobb eredeti betétdal             | Alan Menkel és Stephen Schwartz a „That's How You Know” című dalért |          |
| Golden Globe-díj | legjobb színésznő (vígjáték/musical) | Amy Adams                                                           |          |
| Golden Globe-díj | legjobb eredeti betétdal             | Alan Menkel és Stephen Schwartz a „That's How You Know” című dalért |          |

A film 2 díjat nyert el különböző kritikusi és szakmai szervezetektől.